# Corematura abdominalis
Corematura abdominalis är en fjärilsart som beskrevs av Walker 1856. Corematura abdominalis ingår i släktet Corematura och familjen björnspinnare. Inga underarter finns listade i Catalogue of Life.